# Blue Tree
 (août 2024).
La mise en forme du texte ne suit pas les recommandations de Wikipédia : il faut le « wikifier ».
Les points d'amélioration suivants sont les cas les plus fréquents :
- Les titres sont pré-formatés par le logiciel. Ils ne sont ni en capitales, ni en gras.
- Le texte ne doit pas être écrit en capitales (les noms de famille non plus), ni en gras, ni en italique, ni en « petit »…
- Le gras n'est utilisé que pour surligner le titre de l'article dans l'introduction, une seule fois.
- L'italique est rarement utilisé : mots en langue étrangère, titres d'œuvres, noms de bateaux, etc.
- Les citations ne sont pas en italique mais en corps de texte normal. Elles sont entourées par des guillemets français : « et ».
- Les listes à puces sont à éviter, des paragraphes rédigés étant largement préférés. Les tableaux sont à réserver à la présentation de données structurées (résultats, etc.).
- Les appels de note de bas de page (petits chiffres en exposant, introduits par l'outil «  Source ») sont à placer entre la fin de phrase et le point final[comme ça].
- Les liens internes (vers d'autres articles de Wikipédia) sont à choisir avec parcimonie. Créez des liens vers des articles approfondissant le sujet. Les termes génériques sans rapport avec le sujet sont à éviter, ainsi que les répétitions de liens vers un même terme.
- Les liens externes sont à placer uniquement dans une section « Liens externes », à la fin de l'article. Ces liens sont à choisir avec parcimonie suivant les règles définies. Si un lien sert de source à l'article, son insertion dans le texte est à faire par les notes de bas de page.
- La présentation des références doit suivre les conventions bibliographiques. Il est recommandé d'utiliser les modèles {{Ouvrage}}, {{Chapitre}}, {{Article}}, {{Lien web}} et/ou {{Bibliographie}}. Le mode d'édition visuel peut mettre en forme automatiquement les références.
- Insérer une infobox (cadre d'informations à droite) n'est pas obligatoire pour parachever la mise en page.

Pour une aide détaillée, merci de consulter Aide:Wikification.
Si vous pensez que ces points ont été résolus, vous pouvez retirer ce bandeau et améliorer la mise en forme d'un autre article.
C’est lors de la première édition du Cornerstone Festival of Gardens, Sonoma (Californie) que l’Architecte paysagiste Claude Cormier apporta l’idée du camouflage en mode graphique en créant son installation Blue Tree, un arbre complètement recouvert de boules de Noël bleues pour l’éliminer du paysage et le confondre avec le ciel.

## Contexte
Avril 2004, le festival propose un chemin à travers une évolution de jardins mettant en valeur les nouvelles conceptions innovatrices des designers et architectes paysagistes du monde entier. Inspiré par le Festival international de jardins à Chaumont-sur-Loire en France, Cornerstone Festival of Gardens vise à créer un havre culturel et créatif, en célébrant le lien entre l'art, l'architecture et la nature. Il se concentre sur des thèmes et des idées afin de mettre en place ou de découvrir de nouvelles directions dans l’art de la conception de jardin. Continuellement dans un état d’évolution, certaines installations seront en place pour une saison, tandis que d'autres vont rester durant plusieurs. En plus de choisir différents jardins par des architectes paysagistes et des concepteurs, une galerie fournit des informations sur les concepteurs et le processus de création de chacune de leurs installations. 

## Concept
Près de la moitié des créations importantes de Claude Cormier Architectes Paysagistes agissent comme installations et dans la plupart des cas, elles priment une relation entre l’objet et l’espace dans lequel se trouve l’observateur. Cormier affirme l’artificialité dans ses projets d’architecture de paysage en expliquant qu’il s’agit d’être capable d’innover et de trouver des solutions marquantes et nouvelles à des problèmes. Le travail de Cormier évoque la tension entre le naturel et l’artificiel en faisant l’éloge du vrai faux.

Un vieux pin solitaire et malade sur une unique parcelle de terrain sur le site n’attendait que d’être abattu. C’est au moment où Claude Cormier a pensé à son enlèvement que l’idée d’éliminer l’arbre virtuellement est venue. C’est ainsi que Blue Tree propose de camoufler l’arbre contre le ciel californien toujours bleu au lieu de l’abattre complètement. Claude Cormier a traité l’arbre de façon similaire à la fonction « effacer » dans un logiciel informatique. Il s’agit de le saturer d’artificialité dans une tentative de camouflage total pour le faire disparaître dans le ciel bleu. C’est en effaçant centimètre par centimètre, pixel par pixel que le concept fut élaboré donnant résultat à douze images aboutissant à l’effacement intégral de l’arbre.

## Réalisation
C’est en recouvrant entièrement l’arbre mature de 100 000 boules de Noël que l’on a peintes de couleur Pantone© bleu ciel que Claude Cormier inculqua nouvelle vie à l’arbre que l’on voulait abattre. L’arbre en entier fut recouvert, du tronc, passant par ses branches noueuses, jusqu’à ses épines. Mais ayant comme désir de camoufler l’arbre du paysage, c’est l’effet opposé qui en résulte: l’arbre bleu se détache sur le ciel toujours changeant et devient l’équivalent d’une plaque sensible photographique, captant de façon paradoxale les subtiles fluctuations de la lumière naturelle. Loin de s’évanouir sur ce fond azuré, cette silhouette, saisissante de toutes les variations de bleu, s’impose à tout le paysage environnant. L'arbre est visible de la route située à plus de 50 pieds et reflète un symbole d’authenticité. Pour ceux en dessous, il se présente comme une étrange carte aérienne d'un bassin hydrographique, ou encore comme des bulles de savon ! L'essence du concept peut être résumée dans un commentaire fait par le fils de quatre ans du propriétaire du site. Se tenant sous l'arbre bleu, il a regardé au travers des branches et a dit à son père: « Papa, le ciel n'est pas bleu ».

Le projet Blue Tree a fait l'objet d'une centaine de reportages dans des revues,  journaux et émissions de télévision des États-Unis, du Canada, de l'Europe et de l'Australie. Un prix a été décerné à Claude Cormier par l’Association des Architectes Paysagistes du Canada, celui du Mérite national 2005. 

Trois ans plus tard, en 2007, la démolition de l’installation et de l’arbre a eu lieu et depuis octobre 2007 on peut désormais voir la même installation mais à une échelle différente nommée Le Petit Arbre Bleu.

## Parutions et articles

### revues, journaux, télévision
- Landscape Architecture – September, 2004
- Jardins Passion Décoration (France) – November, 2004
- Sonoma Valley Sun – July 3, 2004
- Vivienda Decoration – October, 2004
- San Francisco Magazine – December, 2004
- Times Herald – December 19, 2004
- Gardens Illustrated (UK) October, 2004
- Wine Country This Week – December, 10 2004
- The New York Times – Sunday August 15, 2004
- ABC News Online – December 8, 2004
- CNN.com – December 7, 2004
- Henry’s Garden, Kron 4 -- 2004
- Garden Design – November, 2004
- 7x7 – October, 2004
- Via Magazine – September, 2004
- International Herald Tribune – August 21, 2004
- EnRoute Magazine – February 05, 2004
- Design Within Reach Magazine – August 18, 2004
- AP Associated Press – December 15, 2004
- MX Magazine (Australia) – December 17, 2004
- The Canadian Press – December 13, 2004

### Sites Internet
Blue Tree, Design - Réalisation :Festival de jardins contemporains, fiche APPQ [lire en ligne (page consultée le 09/12/07)]]
Blue Tree, L'arbre bleu, Sonoma (Californie). États-Unis, Claude Cormier [lire en ligne (page consultée le 09/12/07)]]
About the gardens, Chris Hougie, fondateur du Cornerstone Festival of Gardens [lire en ligne (page consultée le 09/12/07)]]

### Revues et périodiques
Claude Cormier Architectes Paysagistes, ARQ architecture-Québec, Publications Arts et Architecture Québec, Montréal, no 139, mai 2007.
Landscapes Paysages : Architecture de paysage au Canada, Association des Architectes Paysagistes du Canada, vol.7 no 1, hiver 2005, page 17.